# Old West Church (Vermont)
Die Old West Church ist eine historisch bedeutsame Kirche in  Calais, Vermont.
Sie wurde von 1823 bis 1825 erbaut und ist in ihrer Gestaltung eine Reminiszenz an die Architektur der Kirchen des südlichen Neuengland im späten 18. Jahrhundert. Das Erscheinungsbild der Old West Church hat sich bis heute kaum verändert. Sie wurde am 8. Mai 1973 als Baudenkmal in das National Register of Historic Places aufgenommen.